# Misumena vatia
Espèce
Misumena vatia, la Thomise variable, ou Araignée-crabe, ou encore Misumène cagneuse, est une espèce d'araignées aranéomorphes de la famille des Thomisidae.

## Distribution
Cette espèce se rencontre en zone holarctique.

## Description
Les mâles mesurent de 3 à 5 mm et les femelles de 7 à 11,5 mm.
L'abdomen va en s'élargissant vers l'arrière, et reste plus ou moins arrondi postérieurement. Chez la femelle le céphalothorax est blanc ou jaune avec une large bande brun-jaune de chaque côté et l'abdomen blanc, jaune ou vert très pâle avec de façon inconstante dans la moitié antérieure deux bandes longitudinales rouges. Par homochromie, la couleur de la femelle peut varier entre le jaune et le blanc, voire vert pâle, suivant la fleur sur laquelle elle chasse.
Chez le mâle le céphalothorax est brun-rouge ou noir avec une large bande jaunâtre dans la partie céphalique et l'abdomen blanc mat, orné de deux lignes parallèles bordées de noir.
Les deux premières paires de pattes sont plus longues ; elles marchent sur le côté comme les crabes.

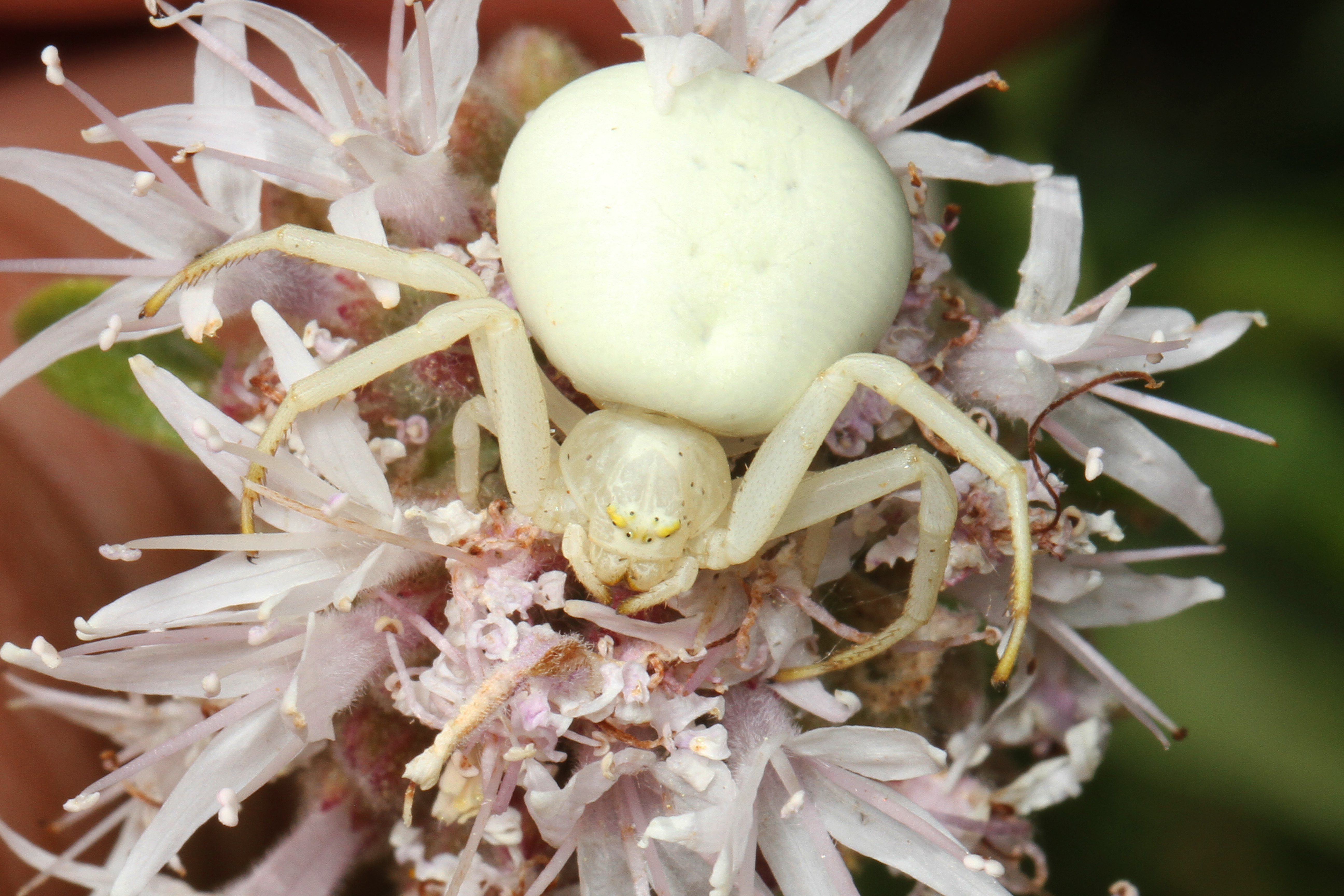
Une femelle sur fond blanc
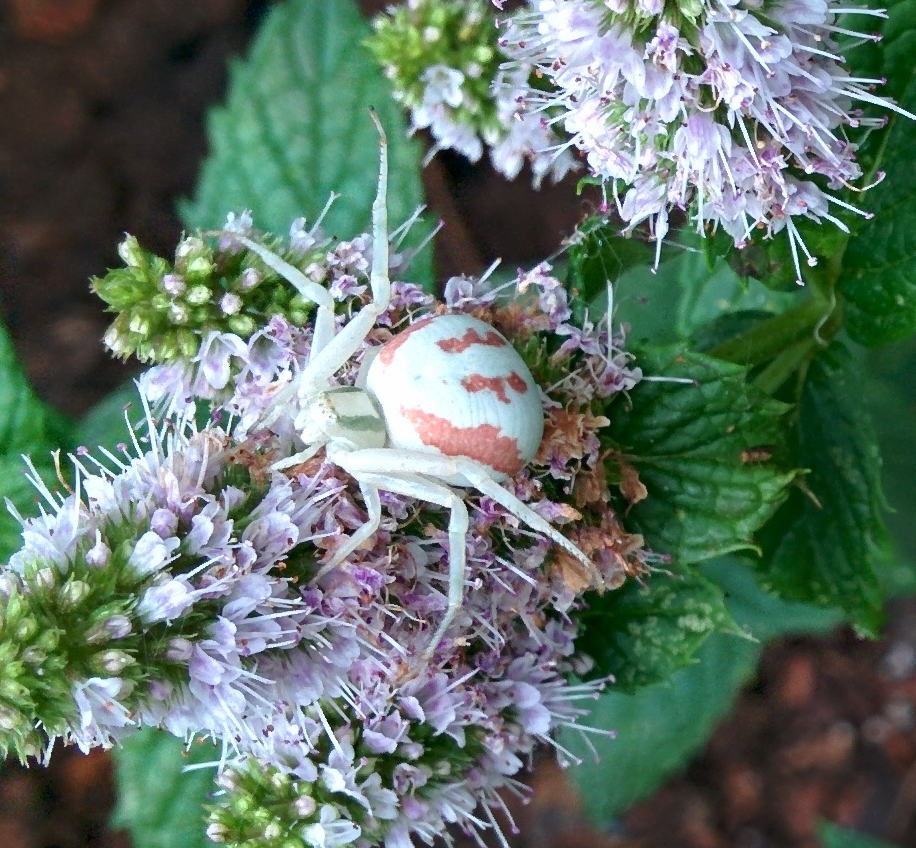
Femelle sur fond multicolore
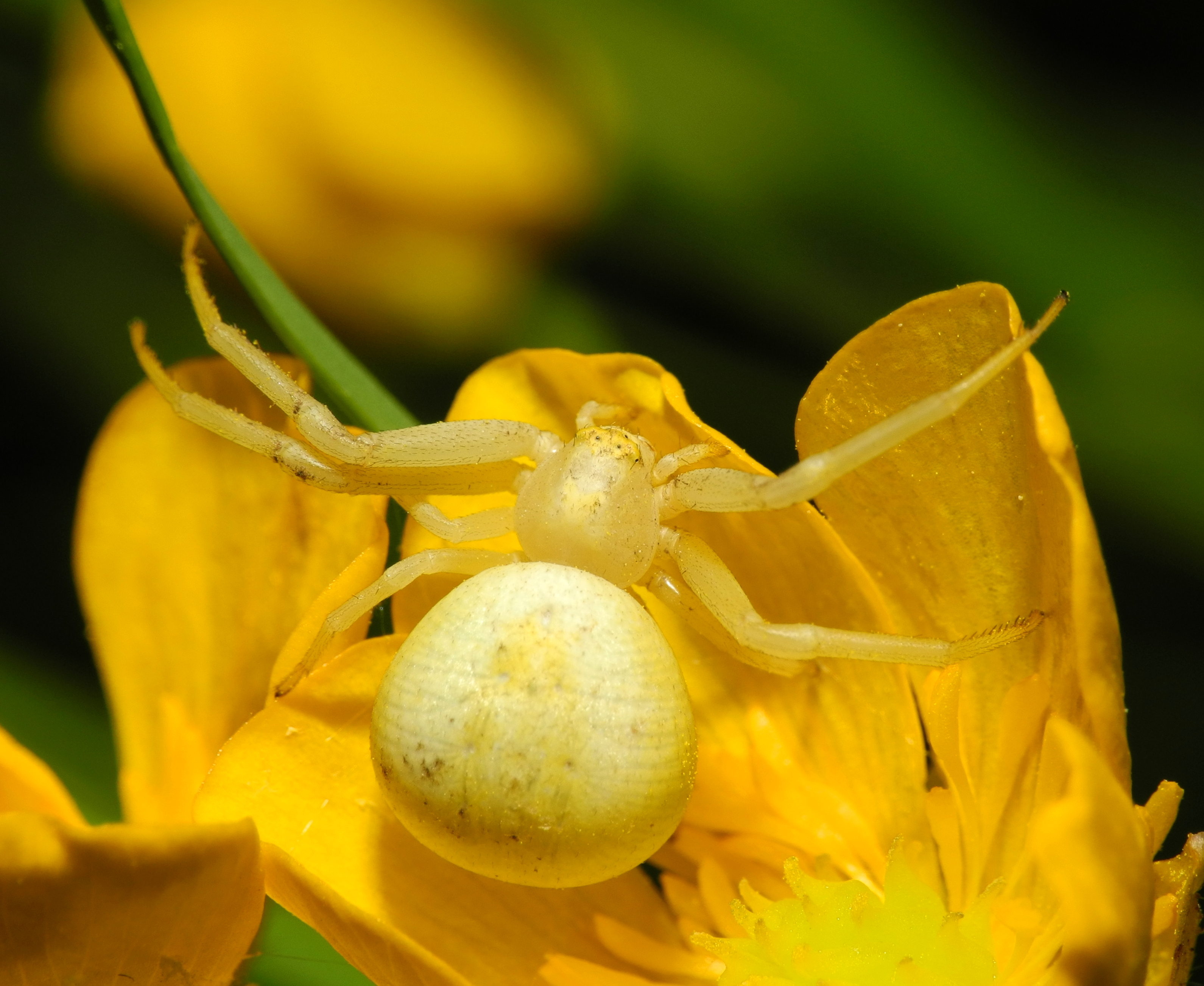
Une femelle sur fond jaune
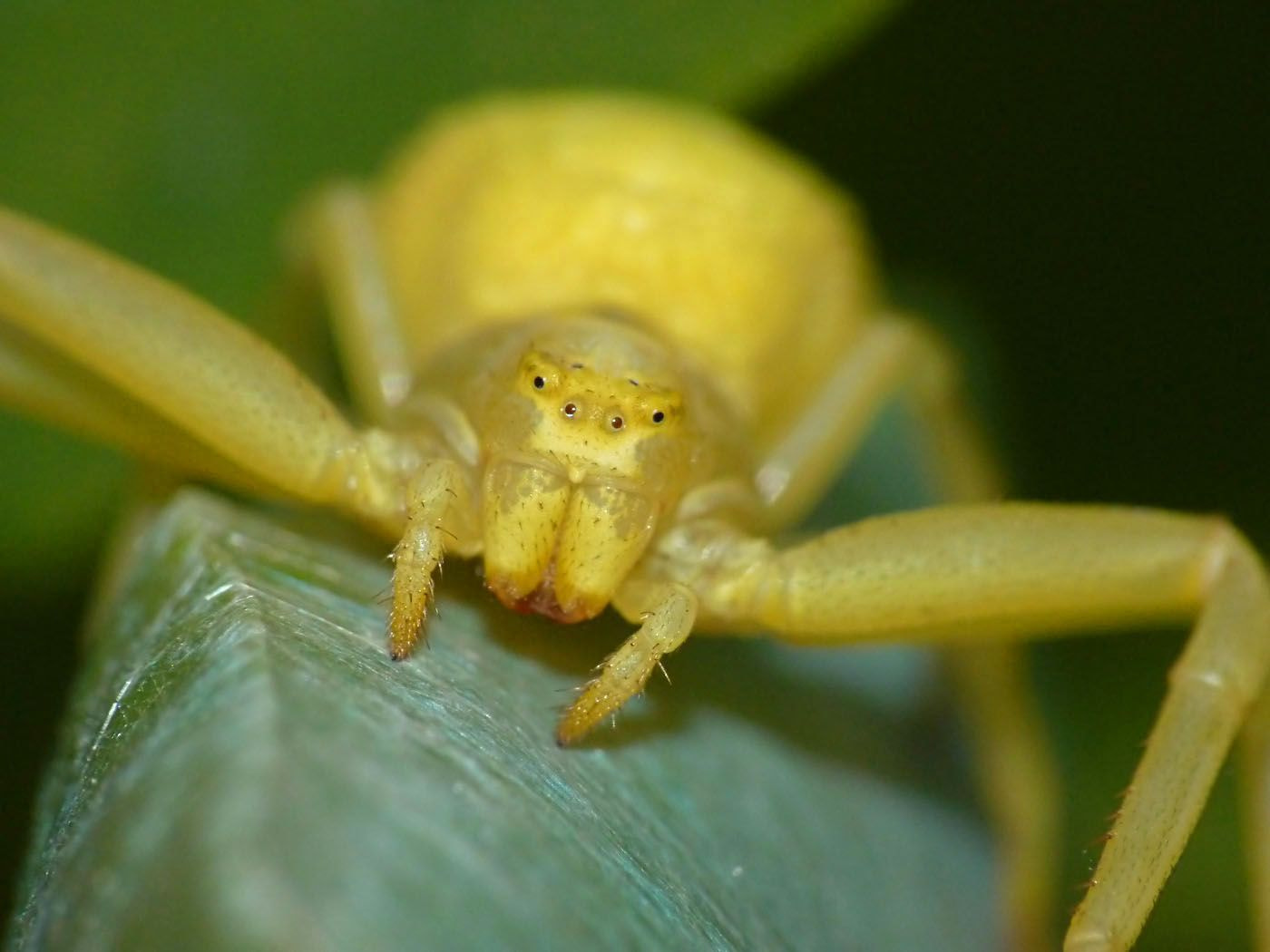
Femelle de face
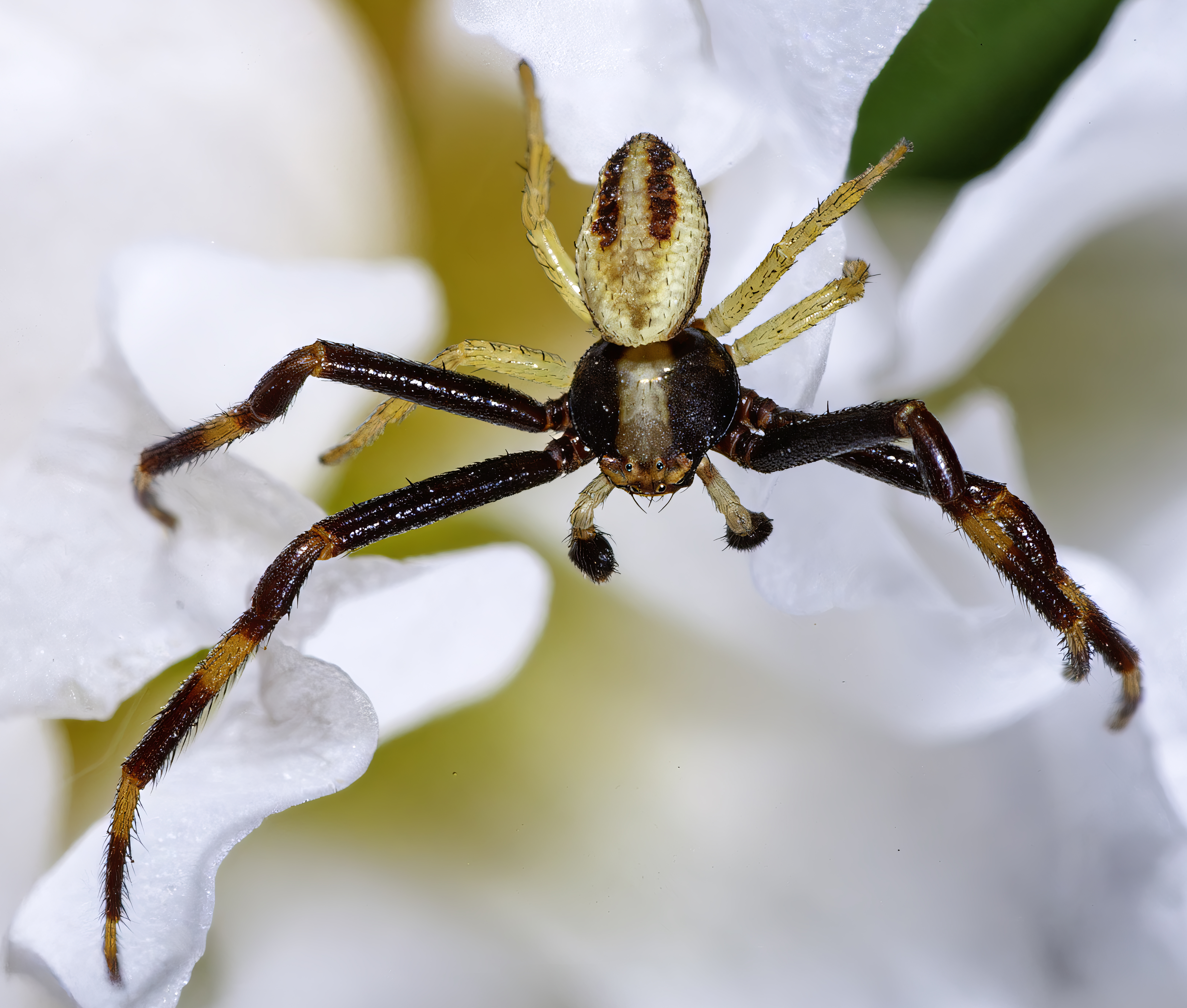
Le mâle, beaucoup plus petit
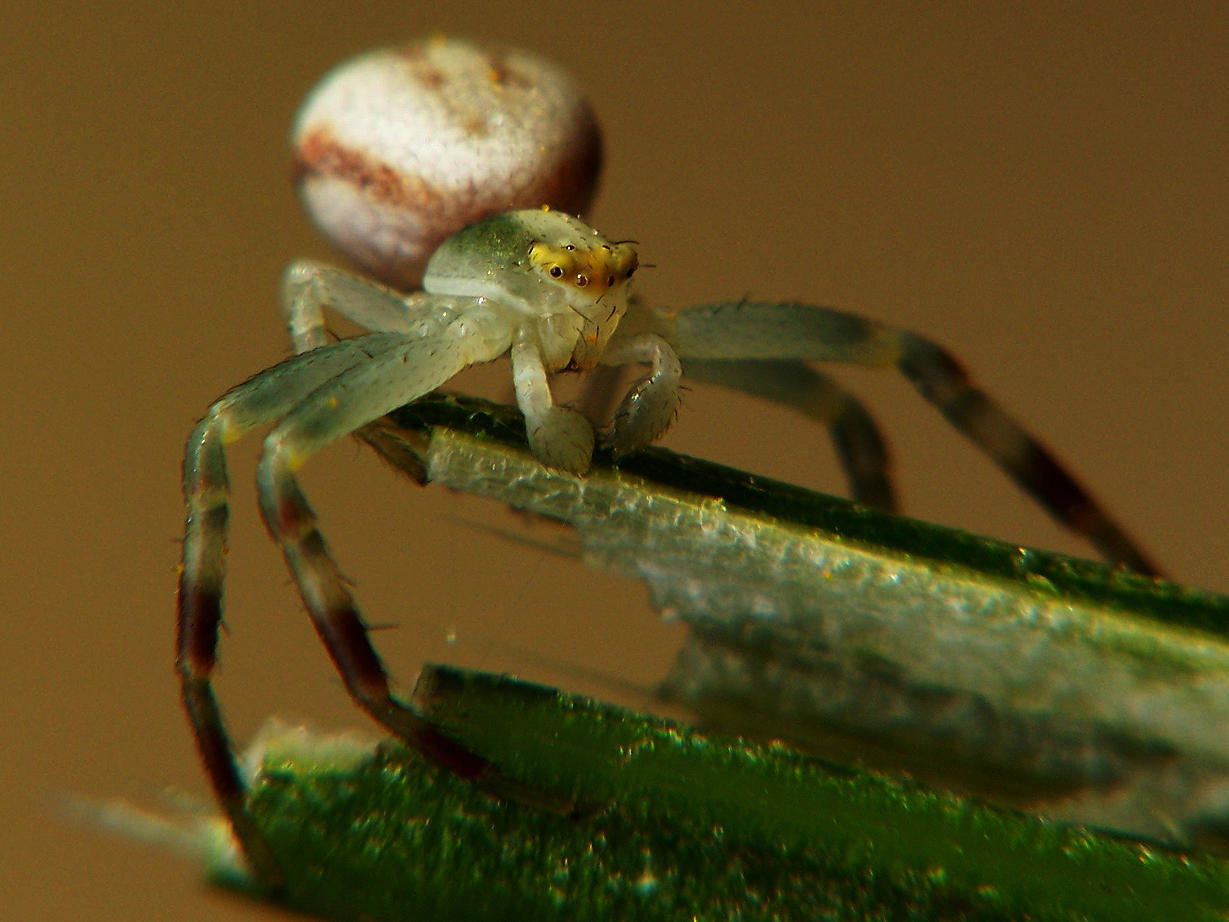
Un mâle aux pédipalpes renflés
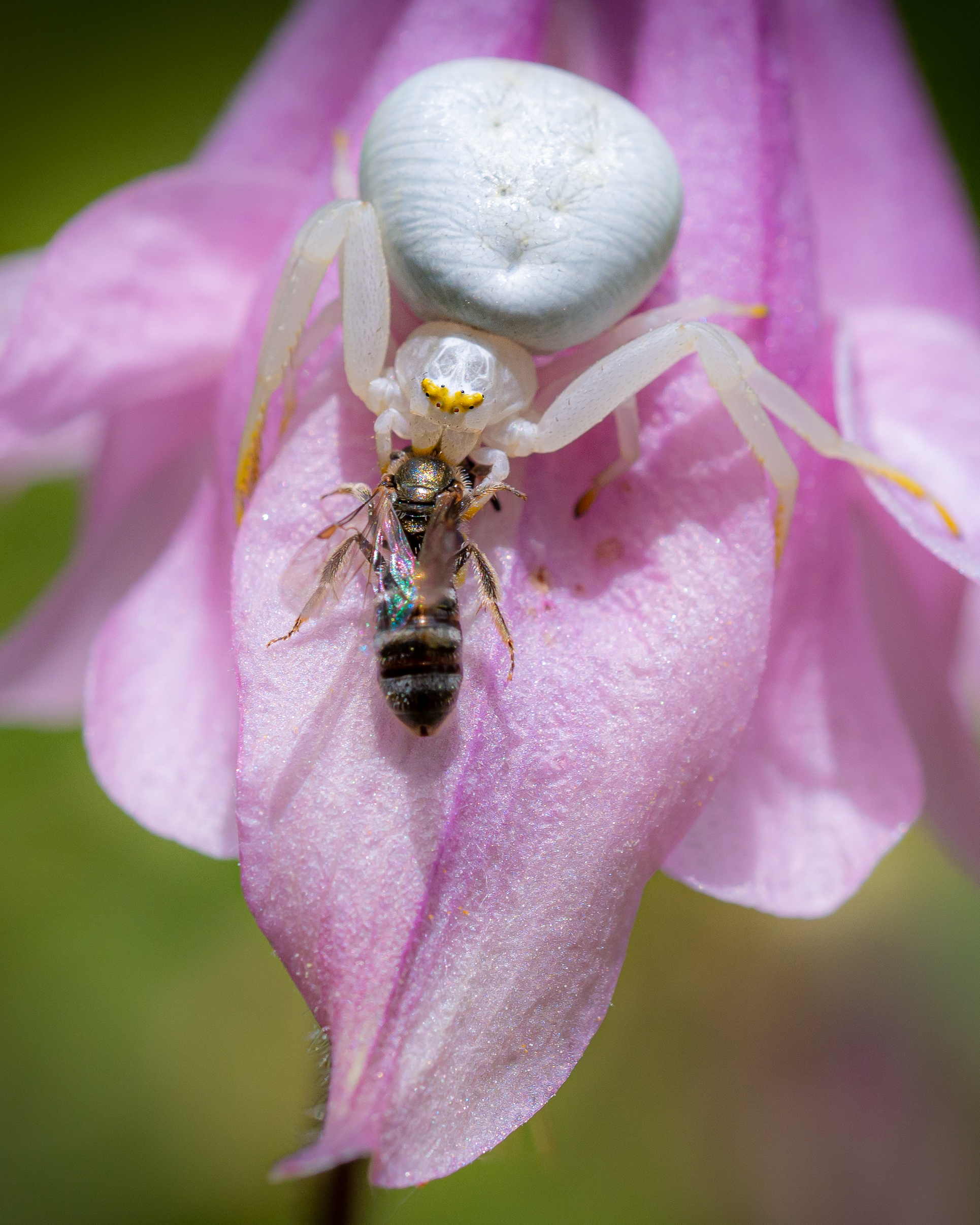
Une misumena vatia se restaurant d'un insecte sur une fleur.
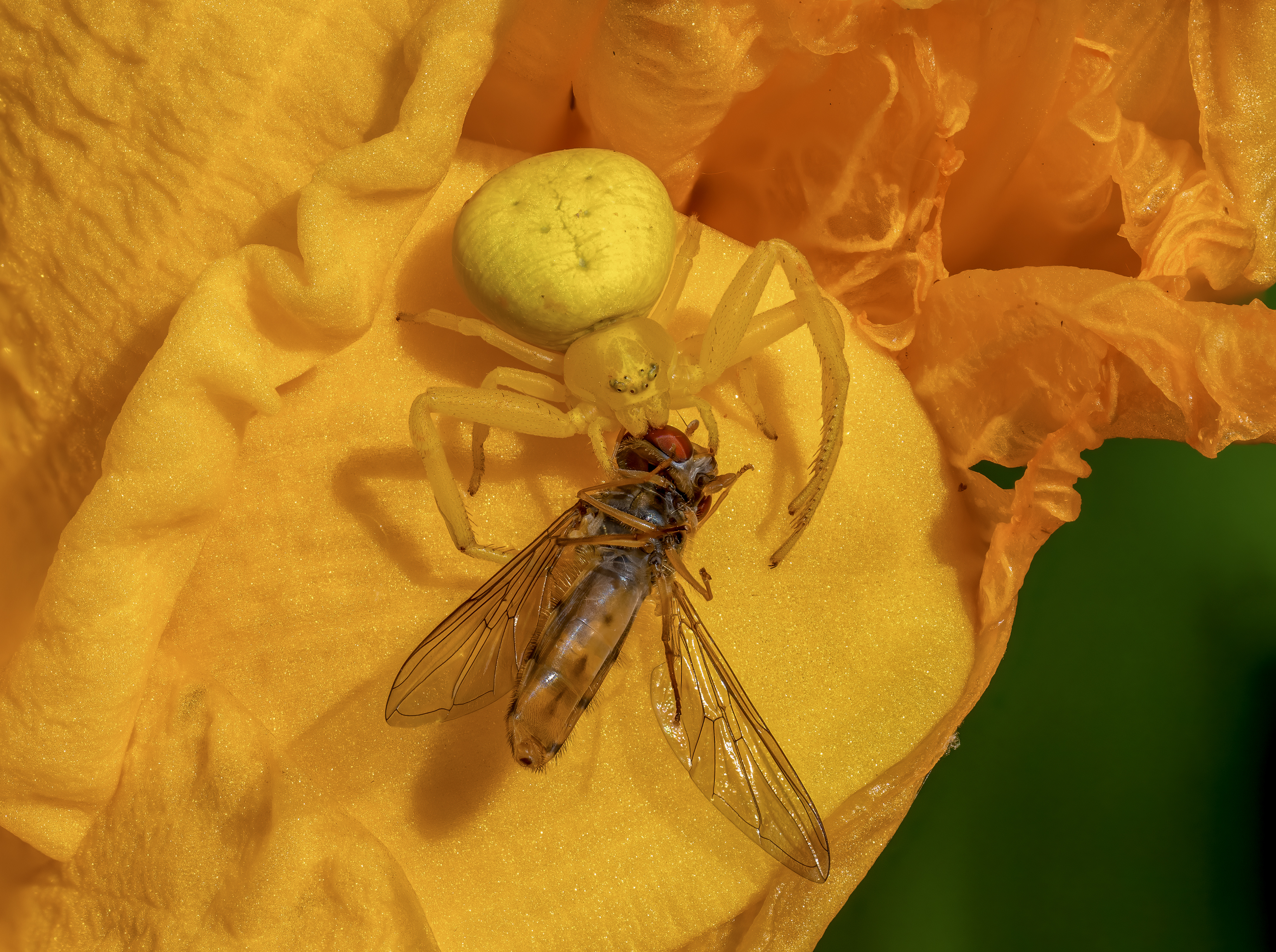
Misumena vatia ayant attrapé un syrphe.

L'homochromie adaptative est connue chez les araignées dans deux cas : les Misumena et les Thomisus. Le changement de couleur est rendu possible en 24 heures par la sécrétion d'un pigment liquide jaune composé de kynurénine et de 3-hydroxykynurenine dans les couches de cellules extérieures du corps. Lorsque l'araignée est sur un fond blanc, ce pigment est transporté dans les couches profondes laissant apparaître les glandes de guanine blanche.
Si l'araignée séjourne longuement sur une plante blanche, le pigment jaune est souvent excrété. Pour repasser au jaune, il faudra donc que l'araignée prenne le temps de sécréter à nouveau ce pigment.

## Éthologie

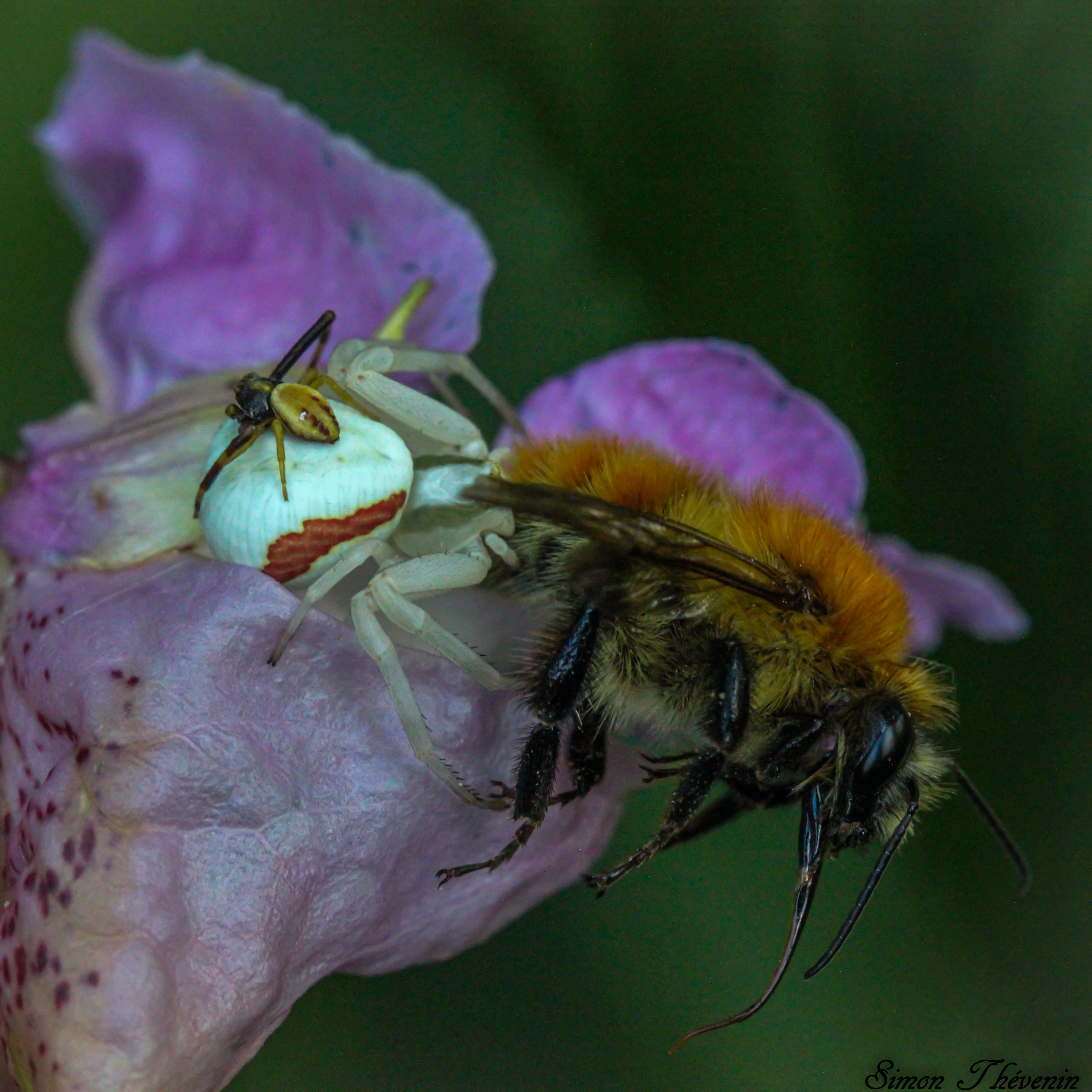
Mâle sur l'abdomen d'une femelle qui mange un Bourdon des champs.

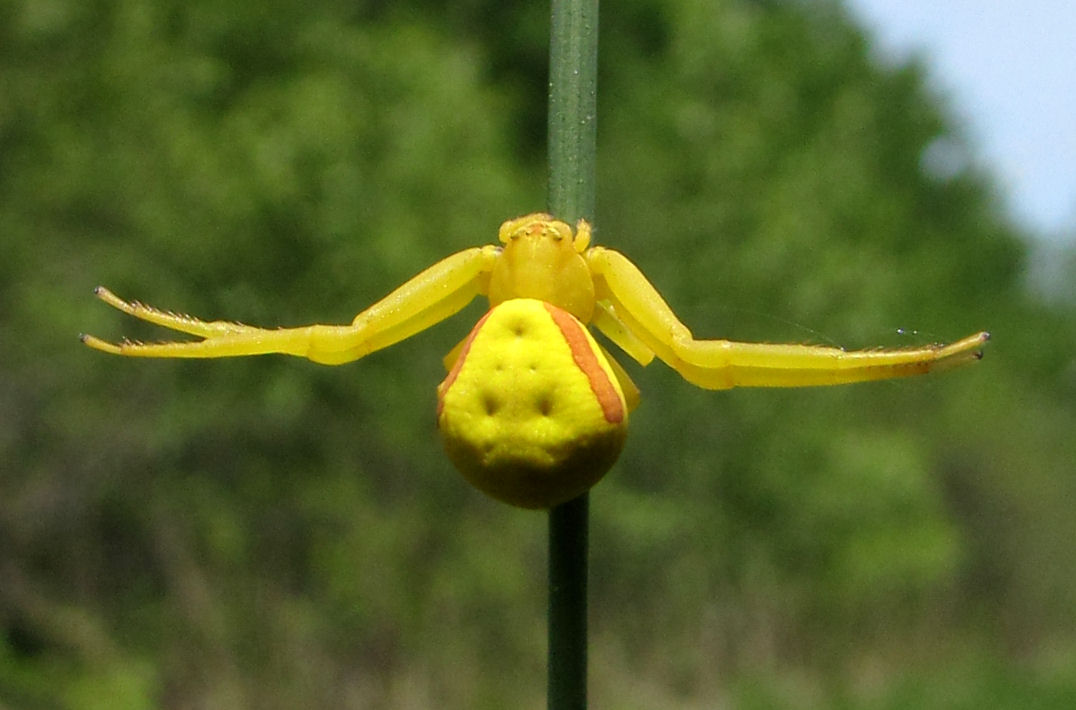
Femelle imitant une fleur

Les adultes sont visibles de mai à juillet.
Les mâles, beaucoup plus petits que les femelles, parcourent les fleurs à la recherche de femelles et sont souvent vus avec une ou plusieurs pattes en moins, probablement du fait d'attaques de prédateurs ou d'autres mâles en compétition. Quand un mâle trouve une femelle, il grimpe sur son céphalothorax à la recherche de son orifice sexuel, où il insère son pédipalpe pour l'inséminer.
Les juvéniles atteignent une taille de 5 mm à la fin de l'automne et hivernent sur le sol. Ils muent une dernière fois au mois de mai de l'année suivante.
Misumena vatia se tient tapie sur les fleurs pour se précipiter sur les proies. Elle est fréquemment associée au Solidago qui lui sert de support à la chasse à l'affût, et qui a l'avantage d'attirer beaucoup d'insectes.

## Systématique et taxinomie
Cette espèce a été décrite sous le protonyme Araneus vatius par le naturaliste suédois Carl Alexander Clerck en 1757.
Cette espèce admet de nombreux synonymes :
- Araneus vatius Clerck, 1757
- Aranea calycina Linnaeus, 1758
- Aranea quadrilineata Linnaeus, 1761
- Aranea kleinii Scopoli, 1763
- Aranea osbekii Scopoli, 1763
- Aranea hasselquistii Scopoli, 1763
- Aranea uddmanni Scopoli, 1763
- Aranea scorpiformis Fabricius, 1775
- Aranea virginea Müller, 1776
- Aranea citrea De Geer, 1778
- Aranea sulphureoglobosa Martini & Goeze, 1778
- Aranea sulphurea Martini & Goeze, 1778
- Aranea quinquepunctata Martini & Goeze, 1778
- Aranea albonigricans Martini & Goeze, 1778
- Aranea citrina Fourcroy, 1785
- Aranea calicina Olivier, 1789
- Aranea cretata Preyssler, 1791
- Thomisus dauci Walckenaer, 1805
- Thomisus pratensis Hahn, 1832
- Thomisus spinipes Brullé, 1832
- Thomisus viridis Walckenaer, 1837
- Thomisus citreus georgiensis Walckenaer, 1837
- Thomisus phrygiatus Walckenaer, 1837
- Thomisus devius C. L. Koch, 1845
- Thomisus fartus Hentz, 1847
- Thomisus cucurbitinus Sordelli, 1868
- Misumena modesta Banks, 1898
- Misumena vatia occidentalis Kulczyński, 1911
- Misumena personata Simon, 1916

## Publication originale
- Clerck, 1757 Svenska spindlar, uti sina hufvud-slågter indelte samt under några och sextio särskildte arter beskrefne och med illuminerade figurer uplyste. Stockholmiae, p. 1-154.